# إيفان أنطون فاسيلي
إيفان أنطون فاسيلي هو لاعب كرة قدم روسي، ولد في 5 أبريل 1991 في زادار في كرواتيا. لعب مع نادي رادنيتشكي سبليت ونادي سلافن بيلوبو وهايدوك سبليت.

## وصلات خارجية
- إيفان أنطون فاسيلي على موقع قاعدة بيانات كرة القدم.إي يو (الإنجليزية)
- إيفان أنطون فاسيلي على موقع Soccerway.com (الإنجليزية)